# Metropolija Vancouver
Metropolija Vancouver je rimskokatoliška metropolija s sedežem v Vancouvru (Kanada); ustanovljena je bila leta 1908.
Metropolija zajema naslednje (nad)škofije:
- nadškofija Vancouver,
- škofija Kamloops,
- škofija Nelson,
- škofija Prince George in
- škofija Victoria.

## Metropoliti
- Augustin Dontenwill (19. september 1908-21. september 1908)
- Neil McNeil (19. januar 1910-10. april 1912)
- Timothy Casey (2. avgust 1912-5. oktober 1931)
- William Mark Duke (5. oktober 1931-11. marec 1964)
- Martin Michael Johnson (11. marec 1964-8. januar 1969)
- James Francis Carney (8. januar 1969-16. september 1990)
- Adam Joseph Exner (25. maj 1991-10. januar 2004)
- Raymond Roussin (10. januar 2004-danes)